# Канадско-мозамбикские отношения
Канадско-мозамбикские отношения — двусторонние отношения между Канадой и Мозамбиком. Эти отношения начались в 1975 году, после того как Мозамбик стал независимой страной. После обретения независимости Канада и Мозамбик установили мирные дипломатические отношения.
Канада имеет высокую комиссию в Мапуту, представительство Мозамбика в Канаде осуществляется через Высшую комиссию Мозамбика в Канаду, расположенную в Вашингтоне, округ Колумбия.

## Экономические отношения

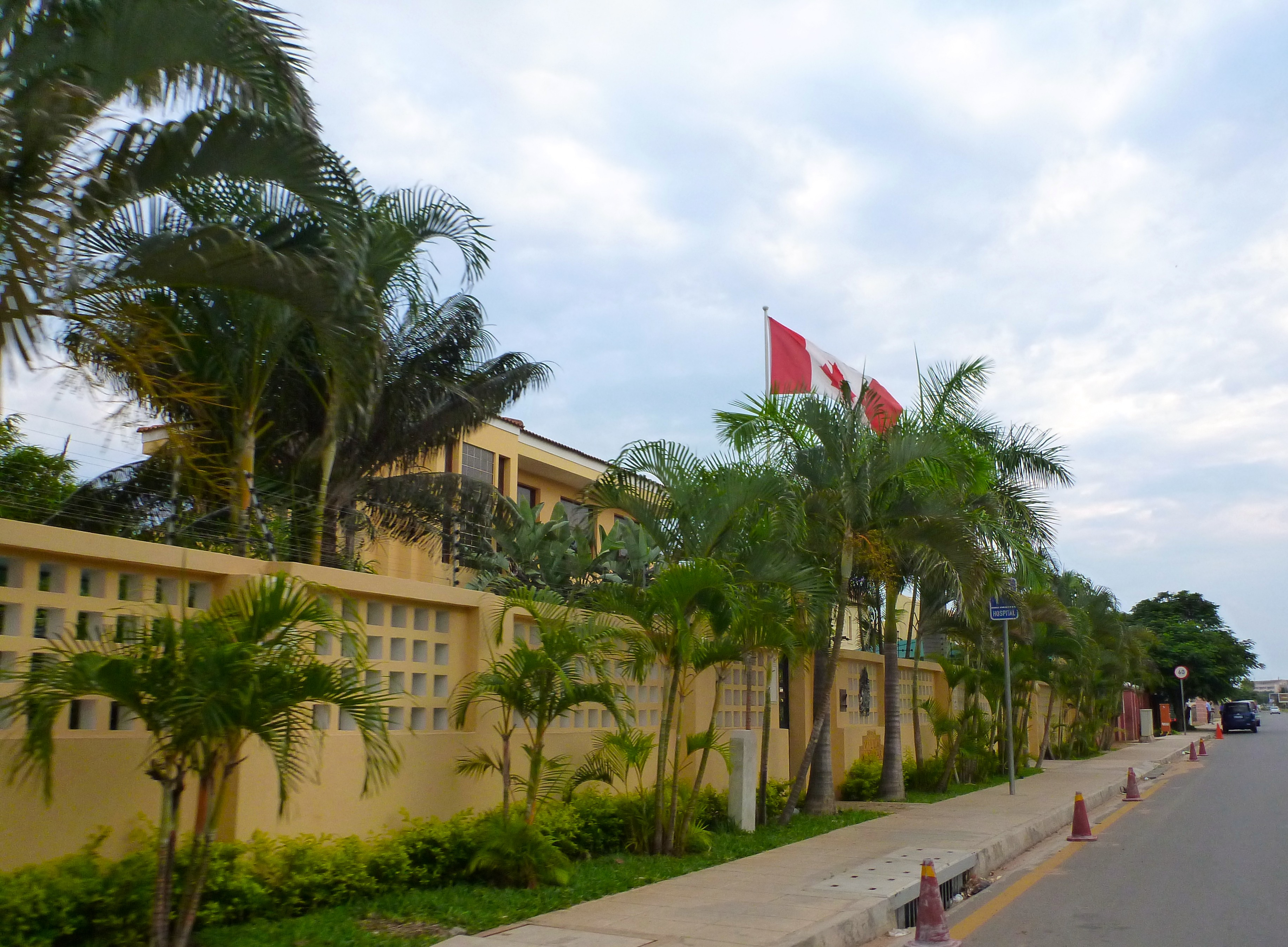
Высшая комиссия Канады в Мапуту.

Торговля между Канадой и Мозамбиком ограничена, однако в ближайшие годы будет расти. Общий объем двусторонней торговли между двумя странами в 2008 году составил 13,3 миллиона долларов. Канада в основном экспортирует пшеницу, одежду и текстильные изделия, а 75% мозамбикского экспорта в Канаду составляет табак. В последние годы канадские горнодобывающие компании инвестировали в Мозамбик и могут продолжать расширяться в ближайшие годы.

## Миротворчество
Канада участвовала в миротворческих миссиях с 1992 по 1994 год в рамках операции Организации Объединенных Наций ОООНВМ после 15-летней гражданской войны в Мозамбике. Канада и 39 других стран мира предоставили для участия в операции ОООНВМ 6 625 военнослужащих. Канада и Организация Объединенных Наций наблюдали за Мозамбиком в выполнении Общего мирного соглашения, подписанного между Республикой Мозамбик и Resistência Nacional Moçambicana, которое включало защиту транспортных маршрутов, обеспечение прекращения огня и наблюдение за избирательным процессом.

## Иностранная помощь

### Программа повышения эффективности внешней помощи
Программа повышения эффективности внешней помощи — это программа, разработанная правительством Канады для того, чтобы сделать свою международную помощь более «эффективной, целенаправленной и подотчетной». Это было достигнуто за счет сосредоточения внимания на конкретных странах. Министерство международного сотрудничества Канады (CIDA) выбрало 20 стран, которые отвечали трем критериям: потребности, способность получать значительную выгоду от помощи Канады, соответствие внешней политике Канады. Повестка дня также включала 3 приоритетные темы: дети и молодежь, продовольственная безопасность и экономический рост, которые используются в усилиях CIDA в отношении Мозамбика. В случае Мозамбика Канада является «одним из ведущих двусторонних доноров».

### Министерство международного сотрудничества Канады
Мозамбик был включен в число 20 «целевых стран» в 2009 году в рамках своей Программы повышения эффективности внешней помощи. Министерство международного сотрудничества Канады (CIDA) поддерживает Документ о стратегии сокращения масштабов нищеты, в котором говорится об «экономическом развитии, включая сельское хозяйство, человеческому капитале (образование и здравоохранение) и управлении (включая эффективное использование государственных ресурсов)». Усилия CIDA разделены на темы детей и молодежи и экономического роста. Мозамбикские дети получают поддержку за счет повышения качества образования и доступа к медицинским услугам, включая меры реагирования на кризис ВИЧ/СПИД. На конференции G8 2010 года Мозамбик был назван одной из 10 стран Мускокской инициативы, поддерживающих здоровье матери, ребенка и новорожденного. Экономическому росту способствует поддержка национального бюджета Мозамбика.